# Конірая (кратер)
Конірая — великий кратер на карликовій планеті Церера.

## Етимологія
Кратер названий на честь інкського божества Місяця та родючості Коніраї Віракочі, який прийшов на землю в Уарочірі і створив села, терасові поля та зрошувальні канали.

## Утворення
Згідно з дослідженням 2016 року, зіткнення, яке створило кратер Конірая, було спричинене великим тілом, яке рухалося з надзвичайно низькою швидкістю.